# رزیدنت ایول: انتقام
رزیدنت ایول: انتقام (انگلیسی: Resident Evil: Vendetta) یک فیلم انیمیشن ژاپنی در ژانر بیوپانک ترسناک به کارگردانی تاکانوری سوجیموتو است که در سال ۲۰۱۷ منتشر شد. داستان دربارهٔ فردی است که به دنبال انتقام است و قصد دارد ویروسی را در شهر نیویورک پخش کند. کریس ردفیلد قصد دارد که جلوی او را بگیرد، اما در این قضیه ربکا چمبرز و لیان اسکات کندی نیز پیدا می‌شوند.

## شخصیت‌ها
کریس ردفیلد مأمور-دوست ربکا و لیان
ربکا چمبرز دوست لیان و کریس
لیان اس. کندی دوست کریس و ربکا
گلن اریاس دشمن کریس
ماریا گومز دختر دیگو
دیگو گومز پدر ماریا
پاتریسیو دوست لیان
دی سی مأمور
نادیا مأمور
دنیل مأمور
کاپیتان
سرباز
بقیه شخصیت‌ها
زک وایت
کتی وایت
همسر پاتریسیو
دیمین
ارون

## داستان
داستان این نسخه بین وقایع رزیدنت ایول ۶ و رزیدنت ایول ۷: بایوهازارد رخ می‌دهد. کریس ردفیلد به دنبال فردی به نام گلن اریاس می‌گردد که طبق تحقیقات آن‌ها او برای اینکه نظامی‌ها در عروسیش بمب انداختند و زنش را کشتند می‌خواهد انتقام بگیرد. شروع داستان با کریس در مکانی شبیه عمارت اسپنسر شروع می‌شود که در رزیدنت اویل ۱ وجود داشت.